# Otacilia ambon
Otacilia ambon là một loài nhện trong họ Phrurolithidae.
Loài này thuộc chi Otacilia. Otacilia ambon được Christa L. Deeleman-Reinhold miêu tả năm 2001.